# Nothopegia castaneifolia
Espèce
Synonymes
- Glycicarpus edulis Dalzell[2]
- Glycicarpus racemosa Dalzell[2]
- Nothopegia racemosa (Dalzell) Ramamoorthy[2]
- Nothopegia racemosa var. angustifolia (Gamble) Chithra[2]
- Ficus castaneifolia Roth[2]

Statut de conservation UICN

 CR B1+2c : 
En danger critique
Nothopegia castaneifolia est une espèce de plantes du genre Nothopegia de la famille des Anacardiaceae.